# Fimbristylis smitinandii
Fimbristylis smitinandii är en halvgräsart som beskrevs av Tetsuo Michael Koyama. Fimbristylis smitinandii ingår i släktet Fimbristylis och familjen halvgräs. Inga underarter finns listade i Catalogue of Life.